# Psilocybe bulbosa
Psilocybe bulbosa es una especie de hongo de la familia Hymenogastraceae. Es poco conocida a nivel mundial, pues no es fácil de observar. Pertenece al género Psilocybe que es ampliamente conocido porque varias de las especies que lo conforman tienen propiedades psicodélicas debidas a la presencia de psilocina, psilocibina y baeocistina, entre otras sustancias. 

## Clasificación y descripción de la especie
Píleo de hasta 10 mm de diámetro, convexo a subumbonado, higrófano, de color café pálido a café rojizo, liso, ligeramente estriado en el margen. Láminas adnadas, de color café púrpura con los bordes pálidos. Estípite de 15-20 x 0.8-1.3 mm, cilíndrico subbulboso, de color café rojizo a negro rojizo, cubierto de pequeñas y flocosas escamas blancas. Esporas de (6-)7-8(-9) x 4-5 µm, subelipsoides, de pared delgada, de color café amarillento. Pleurocistidios de 17-23 x 4-6 µm, escasos, hialinos, ventricosos, subfusoides o sublageniformes, con ápice ancho. Queilocistidios de (11-)13-19(-24) x 4-6 µm.

## Distribución de la especie
Solo se ha colectado en México, en Xalapa (Veracruz), y en el estado de Nueva York, E.U.A..

## Ambiente terrestre
No se ha descrito su hábitat.

## Estado de conservación
Se conoce muy poco de la biología y hábitos de los hongos, por eso la mayoría de ellos no se han evaluado para conocer su estatus de riesgo (Norma Oficial Mexicana 059).